# Ogilbia cocoensis
Ogilbia cocoensis är en fiskart som beskrevs av Møller, Schwarzhans och Nielsen 2005. Ogilbia cocoensis ingår i släktet Ogilbia och familjen Bythitidae. IUCN kategoriserar arten globalt som sårbar. Inga underarter finns listade i Catalogue of Life.